# Список воевод четников
Список воевод четников начиная с XIX века.

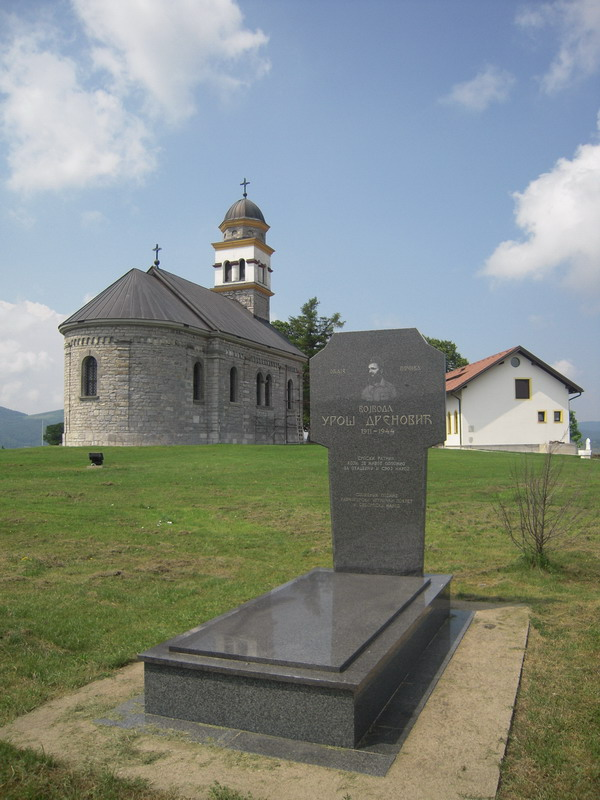
Могила воеводы четников Уроша Дреновича

## XIX век
- Никола Рашич

## Во времяБалканских войн
До войны:
- Йован Наумович (1904)
- Коста Печанац (1905)

Во время:
- Йован Бабунский

После:
- Борко Паштрович
- Аксентие Бацетович
- Илия Йованович-Пчиньский
- Лазар Куюнцич
- Павле Младенович
- Любомир Ездич

## Во времяПервой мировой войны
- Войин Попович — Воевода Вук
- Илия Трифунович-Бирчанин — стал воеводой после смерти Вуковича.

## Во времяВторой мировой войны
Илия Трифунович-Бирчанин как старейший лидер четников, во время войны выбрал  30 новых воевод четников:
В Сербии:
- генерал  Мирослав Трифунович
- капитан Драгослав Рачич
- поручик Никола Калабич
- майор  Драгутин Кесерович
- поручик Звонимир Вучкович
- поручик Предраг Ракович
- капитан Душан Смилянич
- капитан Александар Михайлович
- подпоручик Милутин Янкович
- майор Велимир Пилетич
- поручик Нешько Недич
- Перо Чуканович (воевода от Лудмера)

В Боснии и Герцеговине:
- поручик Урош Дренович (Босния)
- Радивое Керович (Босния)
- Доброслав Евджевич (Герцеговина)
- майор Петр Бачович (Герцеговина)
- Петр Самарцевич (Герцеговина)
- поп Радоица Перишич (Герцеговина)
- Саво Ковач (Герцеговина)

В Далмации:
- поп Момчило Джуич
- Мирко Марич
- Брана Богунович
- Мане Роквич
- Влада Новакович

В Словении:
- капитан Карл Новак

В Черногории:
- генерал Блажо Джуканович
- полковник Байо Станишич
- капитан Павле Джуришич
- капитан Мило Ракочевич

В Стари-Рас:
- капитан Воислав Лукачевич

В ставки Верховного Главнокомандования:
- майор Захарие Остойич

В штабе Илии Трифуновича:
- капитан Радован Иванишевич

## Во времяЮгославских войн
- Воислав Шешель  — 28 июля 1989 года  был выбран  Момчилом Джуичем [1]
- Томислав Николич  — выбран Воиславом Шешелем
- Раде Чубрило (сербохорв. Раде Чубрило, серб. Rade Čubrilo) — в 1993 году выбран Момчилом Джуичем (или Воиславом Шешелем)
- Славко Алексич — 13 мая 1993 и 27 января 1999 был выбран Воиславом Шешелем и  Момчилом Джуичем.